# 糙果柯
糙果柯（学名：Lithocarpus trachycarpus）为壳斗科柯属下的一个种。

## 扩展阅读
- 維基物種上的相關：糙果柯